# هری پاتر و زندانی آزکابان
هری پاتر و زندانی آزکابان (به انگلیسی: Harry Potter and the Prisoner of Azkaban) نام کتاب سوم از مجموعه رمانهای هری پاتر، اثر جی.کی. رولینگ است.

## داستان
پس از اینکه عمه مارج وارد خانهٔ خالهٔ هری پاتر می‌شود با هری درگیری پیدا می‌کند و هری ناخواسته باعث اتفاق ناخوشایندی می‌شود: عمه مارج باد شده و مانند بادکنکی به هوا می‌رود.

هری از خانه فرار می‌کند و منتظر اظهارنامه وزارت جادو می‌شود زیرا انجام جادو برای افراد زیر هفده سال ممنوع است و هری فقط ۱۳ سال سن دارد. اما او سرانجام می‌فهمد که سیریوس بلک کسی بوده که پدر و مادرش را به ولدمورت فروخته و اکنون از زندان فرار کرده و حالا دنبال اوست و به همین دلیل وزارت برای او حکم اخراج نمی‌فرستد تا بتواند در مدرسه هاگوارتز در امان باشد.
هری در سالی سخت قرار دارد که همواره باید مواظب باشد که مورد حملهٔ سیریوس بلک قرار نگیرد. اما در پایان مشخص می‌شود که سیریوس بلک پدر خواندهٔ اوست و دوست صمیمی پدرش و کسی که پدرش را به ولدمورت لو داده پیتر پتی‌گرو بوده که خودش را به شکل موشی درآورده بوده که از قضا موش خانگی رون ویزلی بهترین دوست هری بوده‌است. اما درست وقتی که همه چیز درست می‌شود و سیریوس موش را به شکل عادی برمی‌گرداند و همه به اینکه به وسیله او بی گناهی سیریوس را ثابت کنند امیدوار می‌شوند همه چیز نقش بر آب شده و پیتر پتی‌گرو فرار می‌کند. بعد از اینکه سیریوس دوباره زندانی می‌شود هری و هرمیون گرنجر، دوست صمیمی او، به گذشته بازگشته و سیریوس را نجات می‌دهند. همچنین هری با موجوداتی به نام دیوانه‌ساز مبارزه می‌کند. در نهایت سیریوس بلک به کمک ساعت زمان هرمیون گرینجر فرار کرده و هری به مدرسه بازمی‌گردد.